# And the Stars Go With You
And The Stars Go With You este un album ambient al muzicianului American Jonn Serrie, ce a fost lansat în 1987, cu o ediție re-masterizată și relansată în 2002 la casa de discuri New World Music. În 2002, ales de către juriu și voturile ascultătorilor, albumul ajunge în topul Celor Mai Influente 25 de Albume Ambient ale Tuturor Timpurilor.

## Lista pieselor
1. "Gentle; The Night" – 7:42
2. "Fantasy Passages" – 7:52
3. "And The Stars Go With You" – 4:22
4. "Far River" – 10:01
5. "Stratos" – 10:40

## Personal
- Jonn Serrie – compoziție, interpretare, inginerie, programare
- Albert Swanson – editare și prelucrare
- Ted Mader - Art Direction
- G. Paul Sullivan – producător executive
- Kipp Kilpatrick – Management
- Paul Speer și Fred Horton - masterizare

## Multumiri
Mulțumiri speciale: Steve Savage, Walter Daniel, Paul Speer, Jan Nickman, Dennis Baker, Captain James Boland (Pan Am), Lynn Baker, The Tape Warehouse, Hayden Planetarium
Inspirație spirituală: Prem Pal
Extra Mulțumiri Speciale: Annie